# Шелепинка
Шелепинка — деревня в Корсаковском районе Орловской области России. Входит в состав Марьинского сельского поселения.

## География
Деревня находится на расстоянии 17 км к юго-востоку от села Корсаково, административного центра района, и 95 км к северо-востоку от города Орёл, административного центра области.

### Часовой пояс
Деревня Шелепинка, как и вся Орловская область, находится в часовой зоне МСК (московское время). Смещение применяемого времени относительно UTC составляет +3:00.

## Население
| 2010 |
| ---- |
| 21   |